# Rāmīshān
Rāmīshān (persiska: راميشان) är en ort i Iran.   Den ligger i provinsen Hamadan, i den nordvästra delen av landet, 240 km väster om huvudstaden Teheran. Rāmīshān ligger 1 646 meter över havet och antalet invånare är 807.
Terrängen runt Rāmīshān är huvudsakligen platt, men åt nordost är den kuperad. Runt Rāmīshān är det ganska glesbefolkat, med 48 invånare per kvadratkilometer. Närmaste större samhälle är Kabūdarāhang, 9,1 km nordväst om Rāmīshān. Trakten runt Rāmīshān består i huvudsak av gräsmarker.